# Wolfgang von der Groeben
Wolfgang von der Groeben (* 30. Dezember 1937 in Berlin) ist ein deutscher Verwaltungsjurist und Ministerialbeamter.

## Leben
Peter von der Groebens Sohn besuchte 1955–1958 das Carl-Hunnius-Internat in Wyk auf Föhr. Nach dem Abitur studierte er an der Georg-August-Universität Göttingen Rechtswissenschaft. Am 25. Juli 1958 wurde er im Corps Saxonia Göttingen recipiert. Als Inaktiver wechselte er an die Christian-Albrechts-Universität zu Kiel und die Deutsche Hochschule für Verwaltungswissenschaften Speyer. 1968 trat er in den Landesdienst von Nordrhein-Westfalen. Er war bei der Regierung in Arnsberg, beim Landkreis Soest und im Ministerium des Innern des Landes Nordrhein-Westfalen tätig. 1993 wechselte er als Ministerialrat nach Schwerin. Er war Direktor und Mitglied des Senats des Landesrechnungshofs Mecklenburg-Vorpommern. Seit 2002 pensioniert, lebt er in Düsseldorf. Er engagiert sich im Johanniterorden und in der Johanniter-Unfall-Hilfe. Er war fünf Jahre Mitherausgeber der Deutschen Corpszeitung und saß 2010–2017 im Gesamtausschuss vom Verband Alter Corpsstudenten. Am 70. Jahrestag des Attentats vom 20. Juli 1944 hielt er in der Gedenkstätte Plötzensee eine Gedenkrede auf die hingerichteten Verschwörer. 2011–2016 saß er als Kassenleiter im Vorstand des Vereins für corpsstudentische Geschichtsforschung. Verheiratet ist er seit 1987 mit Ulrike geb. Crux. Der Ehe entstammen zwei Söhne.

## Ehrungen
- Bandverleihung des Corps Pomerania (1990)[1]
- Silberschale des VAC (2018)

## Publikationen
- mit Werner Ruckriegel und Burkhard Hunsche: Datenschutz und Datenverarbeitung in Nordrhein-Westfalen. Kommentar. Deutscher Gemeindeverlag, Köln 1979. ISBN 3-555-30125-X.
- Die Grafen und Herren von der Groeben. Stammtafeln 1140–1993. Eigenverlag, Düsseldorf 1994.
- Adam v. Trott zu Solz, in: Sebastian Sigler (Hg.): Corpsstudenten im Widerstand gegen Hitler. Duncker & Humblot, Berlin 2014, S. 217–225. ISBN 978-3-428-14319-1.